# 强关联
強關聯，又稱強關聯電子系統（英語：Strongly correlated electronic systems），是指電子間的交互作用不可忽略的系統，這類材料又稱強關聯材料。
在最简单的固態物理學理論中，固体中的电子之间的静电相互作用被忽略了，不会出现在哈密顿算符里。故各个电子被看成是独立的，不会相互影响（唯一的影响来自泡利不相容原理）。然而，在许多物质中（以过渡金属氧化物和镧系氧化物最典型，下面以前者为例），3d电子轨道之间交叠很大，d轨道上的电子相互靠近，静电能的增加将不能忽略。把这一部分能量写入哈密尔顿量，就得到强关联模型（又称赫巴德模型）。
顾名思义，电子此时相互影响，故称强关联。用这个模型，可以很容易的阐述莫特绝缘体。多数具有铁磁性或反铁磁性的物质，以及高溫超導體、自旋材料、鐵磁超導體等也是强关联的结果。